# Граница (филм из 1990)
Граница је југословенски филм из 1990. године. Режирао га је Зоран Маширевић, а сценарио су писали Ференц Деак и сарадници Живојин Павловић  и Зоран Маширевић.

## Улоге
| Глумац            | Улога        |
| ----------------- | ------------ |
| Мирјана Јоковић   | Етел         |
| Марко Ратић       | Дaни         |
| Давор Јањић       | Марко Топић  |
| Лајош Шолтиш      |              |
| Лазар Ристовски   | Раде Топић   |
| Миклош Корица     |              |
| Зоран Цвијановић  | поручник     |
| Бранко Цвејић     | функционер   |
| Ђерђ Фејеш        |              |
| Ева Рас           | Рози         |
| Иштван Бичкеи     |              |
| Љиљана Благојевић | Љубица Топић |
| Столе Аранђеловић | Никола Топић |
| Ема Доро          |              |
| Каталин Ладик     |              |
| Илија Башић       |              |
| Јован Ристовски   |              |

## Награде
Филм је 1990. године добио награду за најбољи сценарио на Фестивалу филмског сценарија у Врњачкој Бањи.